# Référendum biélorusse de 1995
Le référendum de 1995 en Biélorussie ou référendum de quatre questions se tient le 14 mai 1995, parallèlement aux élections législatives. Les quatre questions proposées sont la possibilité d'accorder à la langue russe un statut égal au biélorusse, si de nouveaux symboles nationaux doivent être adoptés, s'il doit y avoir une intégration économique avec la Russie et des changements à la constitution qui permettraient des élections anticipées, et enfin si le parlement bicaméral de la république de Biélorussie doit entériner systématiquement la constitution biélorusse. Selon les résultats officiels, tous les quatre ont été approuvés par au moins les trois quarts des électeurs, avec un taux de participation de 64,8 %. 
L'Assemblée parlementaire de l'OSCE déclare alors que le référendum enfreint les normes internationales. les membres de l'opposition biélorusse affirment que l'organisation du référendum implique plusieurs atteintes graves à la loi constitutionnelle.

## Historique
Avant de devenir président en 1994, Alexandre Loukachenko a tenté d'organiser un référendum similaire sur les symboles de l'État en 1993 alors qu'il était encore député. Il n'a pas alors réussi à obtenir le soutien du Parlement. Deux mois avant le référendum de mai 1995, Loukachenko a proposé un dessin de drapeau composé de deux petites barres vertes et d'une large barre rouge. Bien que l'on ne sache pas ce qu'est devenue cette suggestion, de nouveaux designs (appelés « projet s » en Biélorussie) ont été suggérés quelques jours plus tard ; ils ont ensuite été mis aux voix.

Armoiries de la Biélorussie
Drapeau de 1918 et de la période 1991-1995.
Proposition de Loukachenko
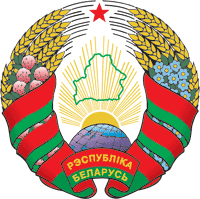
Emblème depuis 1995
Drapeau depuis 1995

## Les quatre questions
En tout 4 823 482 citoyens ont voté soit 64,8 % de l'électorat total (7 445 820). Les quatre propositions ont été adoptées.

### Statut de la langue russe
Question : « Êtes-vous d'accord pour attribuer à  la langue russe un statut égal à celui de la langue biélorusse ? »
83,3 % ont voté pour, 12,7 % contre et les autres bulletins ont été déclarés nuls.

### Intégration avec la Russie
Question : « Soutenez-vous les mesures du Président visant à l'intégration économique avec la Russie ? »
83,3 % ont voté pour, 12,5 % contre et les autres bulletins ont été déclarés nuls.

### Symboles d'État
Question : « Soutenez-vous la proposition d'un nouveau drapeau de la Biélorussie et d'un nouvel emblème de la Biélorussie ? »
75,1 % ont voté pour, 9,93 % contre et les autres bulletins ont été déclarés nuls. Les décrets présidentiels sur le nouveau drapeau et les armoiries ont été publiés le 7 juillet 1995.

### Droit du président de révoquer le parlement
Question : Êtes-vous d'accord avec la nécessité d'introduire des modifications dans la Constitution en vigueur de la république de Biélorussie, qui prévoient la résiliation anticipée des pleins pouvoirs du Conseil suprême (en) par le président de la république de Biélorussie en cas de violations systématiques ou flagrantes de la Constitution ?
77,7 % ont voté pour, 17,8 % ont voté contre et les autres bulletins ont été déclarés nuls.

## Déroulement
Dix-neuf députés du Front populaire biélorusse, dont Zianon Pazniak, Piatro Sadowski (en) et d'autres, continuent leur grève de la faim au sein du Parlement, pour protester contre le président qui organise un référendum malgré la décision du Parlement. Ils ont été battus et expulsés de force par les OMON. Les parlementaires ont poursuivi les forces spéciales pour agression, mais sans succès.
Le Parlement étudie les quatre questions, mais ne valide le 11 avril 1995 que la question relative à l'intégration économique avec la Russie. Alexandre Loukachenko a déclaré qu'il ne changerait pas sa décision et accepterait la responsabilité personnelle du référendum ; il quitte le Parlement, annonçant qu'il s'agirait de ses dernières discussions avec le Parlement dans sa forme actuelle.

## Autres évènements
Selon les résultats officiels, les Biélorusses ont répondu oui à toutes les questions. Avec ce référendum, Loukachenko a démontré l'unité de ses actions avec les vues de la majorité des Biélorusses. Les résultats du référendum ont été accueillis avec enthousiasme par les élites politiques et intellectuelles russe. 
Le drapeau de l'État biélorusse est passé du blanc-rouge-blanc au rouge-vert et les armoiries (Pahonie) sont passés à un emblème faisant référence à la tradition de la république socialiste soviétique de Biélorussie : le marteau et la faucille et l'appel « les prolétaires de tous les pays s'unissent » ont été retirés du drapeau et de l'emblème. Le 16 mai, le chef de la direction des affaires présidentielles, Ivan Titenkov (ru), accompagné de fonctionnaires, est entré dans le toit du bâtiment du parlement, où il a pris le drapeau blanc, rouge et blanc du bâtiment et, sur l'ordre d'Alexandre Loukachenko, l'a coupé en morceaux.
L'opposition a remis en question la manière dont le référendum a été organisé et le contenu des questions. Selon des observateurs indépendants, les résultats du référendum ont été falsifiés. Le drapeau blanc-rouge-blanc est devenu l'un des symboles de l'opposition biélorusse. Le jour de l'anniversaire du référendum, des manifestations ont été organisées par l'opposition démocratique.
La mise sur un plan d'égalité de la langue russe avec le biélorusse a été entravée par le processus de réappropriation de la langue biélorusse par les Biélorusses, à l'œuvre depuis la fin des années 1980, le biélorusse restant toutefois limité à certaines sphères de la vie publique (culture, publicité, langue de l'intelligentsia, et plus tard aussi Internet).

## Réactions internationales
La Douma russe publie une déclaration qui soutient les résultats officiels du référendum mettant sur un pied d'égalité les langues russe et biélorusse.

## Sources
- (en) Cet article est partiellement ou en totalité issu de l’article de Wikipédia en anglais intitulé « 1995 Belarusian referendum » (voir la liste des auteurs).

- (pl) Cet article est partiellement ou en totalité issu de l’article de Wikipédia en polonais intitulé « Referendum na Białorusi w 1995 roku » (voir la liste des auteurs).